# 大花野古草
大花野古草（学名：Arundinella grandiflora）是禾本科野古草属的植物，是中国的特有植物。分布于中国大陆的四川西南部至中部等地，生长于海拔2,100米至2,800米的地区，多生于次生针阔混交林中和山坡草丛中，目前尚未由人工引种栽培。
种名grandiflora意为“大花的”。